# Villa del Rosario (ort i Argentina, Entre Ríos)
Villa del Rosario är en ort i Argentina.   Den ligger i provinsen Entre Ríos, i den nordöstra delen av landet, 400 km norr om huvudstaden Buenos Aires. Villa del Rosario ligger 69 meter över havet och antalet invånare är 3 488.
Terrängen runt Villa del Rosario är mycket platt. Närmaste större samhälle är Chajarí, 8,1 km nordväst om Villa del Rosario.
Omgivningarna runt Villa del Rosario är huvudsakligen savann. Runt Villa del Rosario är det glesbefolkat, med 20 invånare per kvadratkilometer.